# Praia
Praia (česky: Pláž) je hlavní přístavní a největší město afrického ostrovního státu Kapverdy. Leží na ostrově Santiago. V roce 2010 zde žilo 127 832 obyvatel, přitom v roce 1990 to bylo pouze 61 644 obyvatel. Pěstuje se zde káva, cukrová třtina a tropické ovoce.
První písemná zmínka o osadě Praia de Santa Maria pochází z roku 1615. Díky své poloze chráněné před napadením z moře nahradila v roce 1770 v roli metropole Kapverd město Ribeira Grande, později známé jako Cidade Velha. Počátkem dvacátého století měla Praia okolo 20 000 obyvatel, pak nastal velký růst v důsledku imigrace z venkova, který se ještě urychlil po vyhlášení kapverdské nezávislosti v roce 1975.
Historické centrum se nazývá Plateau podle své polohy na vulkanické náhorní plošině. Nachází se zde neoklasicistní prokatedrála, radnice, prezidentský palác a pomník objevitele ostrova Santiago Dioga Gomese. Bývalá kasárna Quartel Jaime Mota byla adaptována na muzeum. Zdejší koloniální architektura byla navržena na zařazení na seznam Světového dědictví. U vjezdu do přístavu byl v roce 1881 postaven maják Farol de Dona Maria Pia. V blízkosti města se nachází ostrůvek Ilhéu de Santa Maria, který sloužil jako karanténní stanice. Město má aridní podnebí s ročními srážkami okolo 210 mm a průměrnými teplotami mezi 22 a 27 stupni Celsia.

## Partnerská města
- Basseterre, Svatý Kryštof a Nevis
- Bissau, Guinea-Bissau
- Boston, Spojené státy americké
- Faro, Portugalsko
- Funchal, Portugalsko
- Lisabon, Portugalsko
- Ponta Delgada, Portugalsko
- Providence, Spojené státy americké
- Ťi-nan, Čína